# Drsná škola

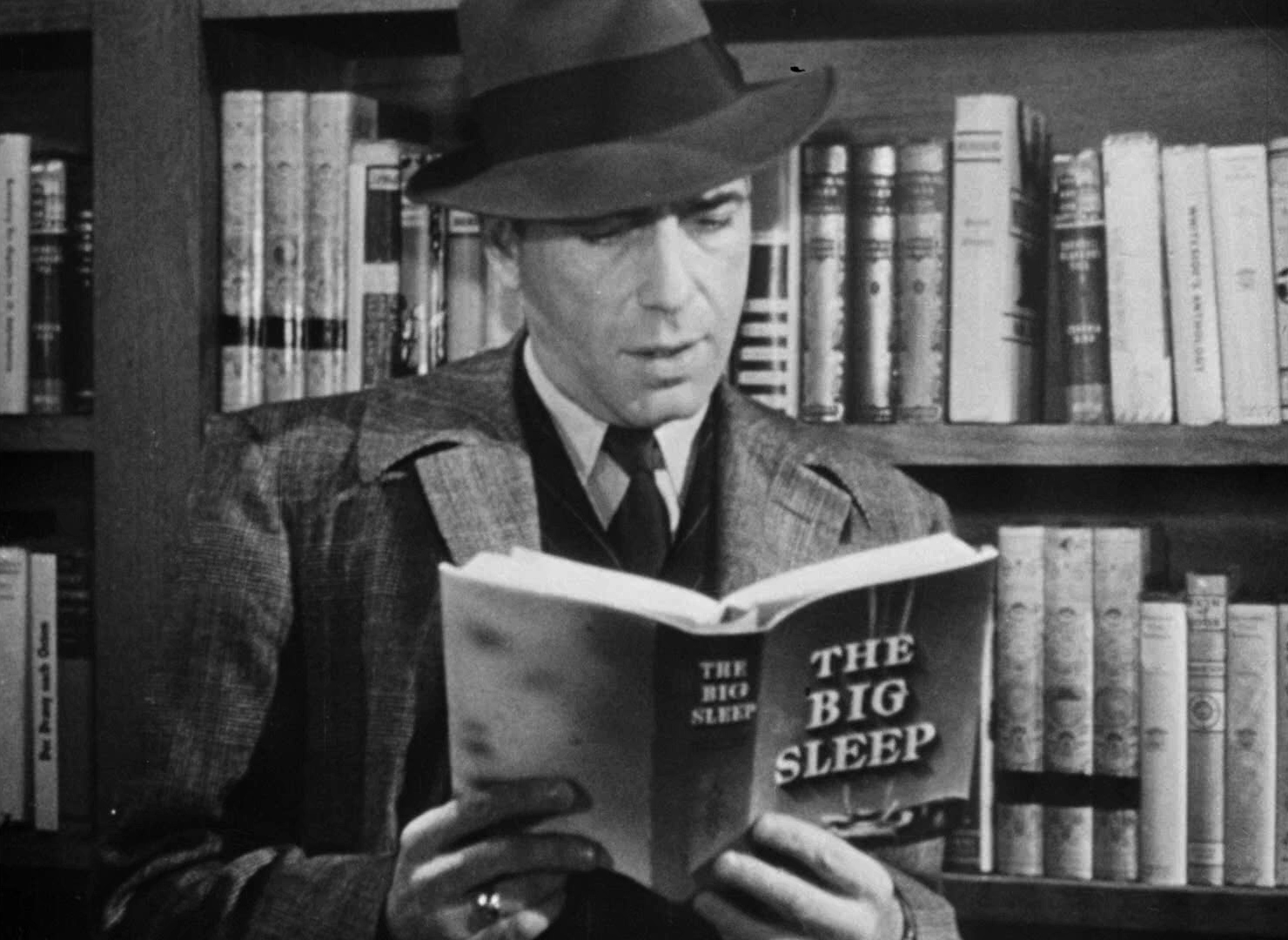
Phil Marlowe ve filmovém ztvárnění Humphreyho Bogarta

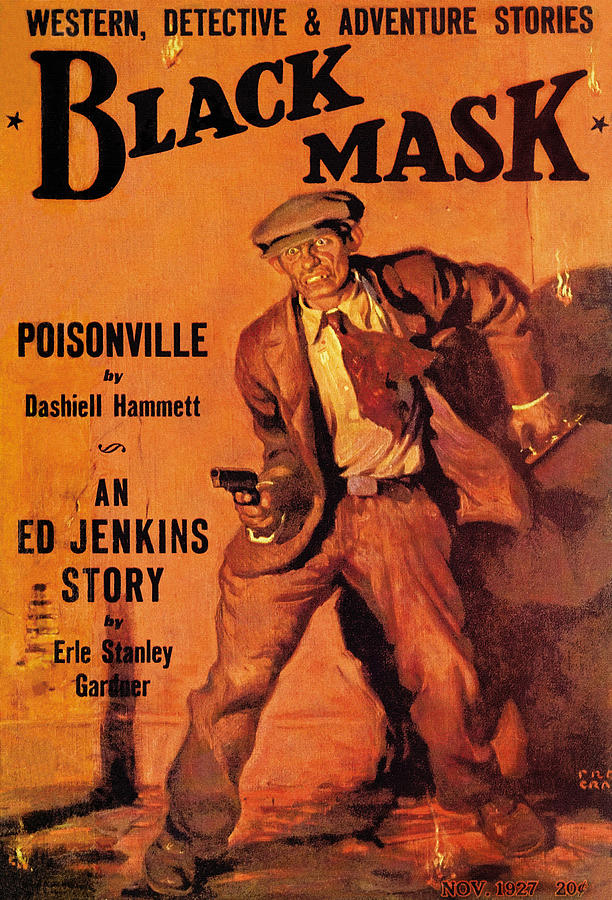
V časopise Black Mask vycházela na pokračování řada klasických detektivek drsné školy

Drsná škola je české označení pro specifický podžánr detektivky a krimi – zejména knižní, ale i komiksové. 
Ve Spojených státech, kde tento typ detektivky vznikl, je nazýván hardboiled (doslovně přeloženo "natvrdo"). Tento pojem byl převzat do řady jazyků, do češtiny ale nikoli, stejně tak je originální místní označení užíváno v Polsku, kde se hovoří o "černé krimi" (czarny kryminał), nebo v Rusku, kde se užívá pojmu kрутой детектив, což je jistá slovní hříčka spočívající v tom, že slovo kрутой značí v ruštině "chladný" a zároveň "skvělý". 
Typickým protagonistou tohoto žánru je detektiv, který bojuje proti organizovanému zločinu (klasicky během éry prohibice v USA, tedy v letech 1920–1933) a zároveň se potýká s právním systémem, který se stal zkorumpovaným. Detektivové z drsné školy bývají cyničtí, osamělí, často "soukromá očka", někdy inklinují k alkoholu, užívají násilí (často sami zlikvidují zločince, bez soudu) a mohou překračovat i hranice zákona, ba být vykresleni až jako antihrdinové. Další typickou postavou žánru je "femme fatale" či žena typu vamp a také gangsteři, někdy vykreslení až karikaturním způsobem (v Česku se proto krimi tohoto typu také lidově nazývá "gangsterka"). Za typického detektiva drsné školy je označován Philip Marlowe z románů Raymonda Chandlera nebo Lew Archer z pera Rosse Macdonalda. Dalšími autory klasických detektivek drsné školy jsou Dashiell Hammett nebo James M. Cain. 
Zlatou érou drsné školy bylo meziválečné období, za pozdější nástupce (po roce 1945) bývají označováni Mickey Spillane, John D. MacDonald, Sue Graftonová nebo James Ellroy. Pojem je spjat hlavně s literaturou, převedení románů drsné školy do filmu bývá řazeno spíše k žánru noir. Většina detektivek tohoto stylu zprvu vycházela v amerických "pulp magazines" ("rodokapsech"), zejména v proslulém časopise Black Mask, proto mohou být někdy pojmy hardboiled a pulp fiction vnímány jako synonyma. Většina autorů drsné školy jsou Američané (proto se také někdy hovoří o "americké detektivní škole"), v Británii se tuto verzi detektivky pokoušel prosadit Gerald Butler, v Česku například Jaroslav Velinský, jehož detektiv Ota Fink byl překladatelem Františkem Jungwirthem označen za „českého Phila Marlowa“.
Žánr byl mnohokrát parodován, v Česku například ve filmech Čtyři vraždy stačí, drahoušku nebo Mazaný Filip.